# Hannah Tapp
Hannah Tapp (* 21. Juni 1995 in Stewartville, Minnesota) ist eine US-amerikanische Volleyballspielerin.

## Karriere
Hannah Tapp wuchs in Stewartville in Minnesota auf. Von 2013 bis 2016 spielte sie in den USA für die Minnesota Golden Gophers an der University of Minnesota. 2016 konnte sie mit ihrem Team bis ins Halbfinale der Division I einziehen. Ihr Coach war Erfolgstrainer Hugh McCutcheon. Im Januar 2017 wurde sie nach dem krankheitsbedingten Ausfall von Anja Brandt vom SSC Palmberg Schwerin unter Vertrag genommen. Ihr Debüt gab sie beim 3:0-Sieg der Schwerinerinnen am 25. Januar im internationalen Challenge Cup gegen den finnischen Klub LP Kangasala.
Nachdem Tapp mit den Schwerinerinnen Deutsche Meisterin wurde, wechselte sie nach Italien zu Il Bisonte Firenze und ein Jahr später zu Zanetti Bergamo. 2019 gewann sie mit der US-amerikanischen Nationalmannschaft in Peru den Pan American Cup und wurde dabei als „Beste Mittelblockerin“ ausgezeichnet. Anschließend ging sie nach Japan zu Hitachi Rivale.
Hannah Tapps Zwillingsschwester Paige ist ebenfalls Volleyballspielerin und war in der Bundesliga für Allianz MTV Stuttgart aktiv.